# Liste des sites mégalithiques dans le district de Faro
Cette liste non exhaustive recense les principaux sites mégalithiques dans le district de Faro, au Portugal.

## Liste
| Site                              | Type      | Municipalité  | Notes | Coordonnées                 | Image |
| --------------------------------- | --------- | ------------- | ----- | --------------------------- | ----- |
| Anta de Malhão                    | Dolmen    | Alcoutim      |       | 37° 29′ 06″ N, 7° 32′ 32″ O |       |
| Menhirs de Lavajo                 | Menhirs   | Alcoutim      |       | 37° 30′ 05″ N, 7° 32′ 06″ O |       |
| Menhir de la Cabeça do Rochedo    | Menhir    | Lagos         |       | 37° 07′ 59″ N, 8° 42′ 05″ O |       |
| Anta da Masmorra (pt)             | Dolmen    | Tavira        |       | 37° 22′ 38″ N, 7° 51′ 49″ O |       |
| Anta de Pedras Altas              | Dolmen    | Tavira        |       | 37° 21′ 15″ N, 7° 52′ 18″ O |       |
| Menhir de Aspradantes             | Menhir    | Vila do Bispo |       | 37° 03′ 45″ N, 8° 53′ 18″ O |       |
| Monuments mégalithiques d'Alcalar | Nécropole | Portimão      |       | 37° 11′ 57″ N, 8° 35′ 17″ O |       |